# Monopterus boueti
Monopterus boueti é uma espécie de peixe da família Synbranchidae.
É endémica de Libéria.